# Molnár József (író)
Molnár József (Budapest, 1918. augusztus 27. – München, 2009. december 1.) magyar népi író, folyóirat-szerkesztő, könyvkiadó és nyomdász.

## Élete

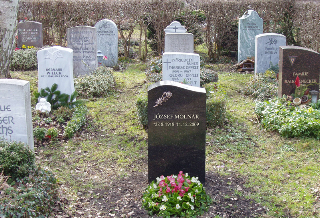
Urnasírban 166-A-U1-142

Édesanyja, Lagler Mária (1886–1943) szakácsnöként dolgozott Budapesten. Édesapja nevét nem ismerjük. József Csepregen nőtt fel édesanyja rokonainál. Amikor tizennégy éves lett, Molnár Jenő örökbe fogadta. ĺgy lett Lagler Józsefből Molnár József. A tehetséges és tanulni vágyó fiatal magántámogatással került a budapesti Kossuth Lajos Gimnáziumba. 1938-ban ő volt az egyik legjobb végzős tanuló.
1938. december 1-jén a Magyarországi Szociáldemokrata Párt tagja lett, majd nemsokára az ifjúsági bizottság titkára. 1945-ben belépett a Nemzeti Parasztpártba, amelynek pártvezetőségébe választották. 1947-ben kilépett a pártból. 1948 novemberében elhagyta Magyarországot, és ettől kezdve menekültként élt.
1949-ben – már Svájcban tartózkodva – különböző cégeknél egyszerű munkásként kereste a kenyerét. Az emigráns vándorélet Európán keresztül elvezette egészen New Yorkig. 1955-ben újra Münchenben panzióban lakott, és a Szabad Európa Rádió politikai kommentátoraként dolgozott.
Münchenben ismerte meg későbbi második feleségét. Thornton Wilder Szent Lajos király hídja című regényéről beszélgetve kerültek közel egymáshoz. 1959 novemberében összeköltöztek München keleti részén fekvő lakásukba, és végül 1965 szeptemberében összeházasodtak. Együtt éltek addig a napig, amikor Molnár József egy szerencsétlen esés következtében 2009. december 1-jén elhunyt.
Molnár József hamvai a müncheni Keleti temetőben urnasírban nyugszanak.

## Munkássága

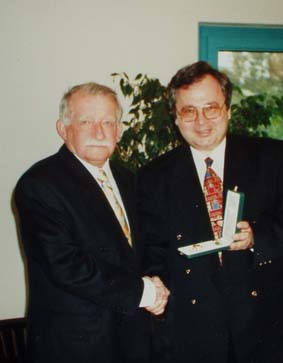
Püspök László müncheni magyar főkonzul 1997-ben (jobbról) átnyújtja Molnár Józsefnek (balról) a kitüntetést

Molnár József az emigráns „népi írók” ahhoz a csoportjához tartozott, amely 1950-ben életre hívta a Látóhatár című irodalmi és politikai folyóiratot. 1958-tól a folyóirat Új Látóhatár címen jelent meg. Molnár József müncheni nyomdájában évtizedeken keresztül kitűnő minőségben nyomtatták. A legbecsesebb Nyugaton megjelenő magyar nyelvű sajtótermékek közé tartozott az emigráció idején. Molnár József az  1989. decemberi utolsó számig a folyóirat „Spiritus rectora” volt. Aurora nevű kiadójában 1963-tól számos könyv látott napvilágot magyar szerzők tollából. Molnár Józsefet életművéért a Magyar Köztársasági Érdemrend tisztikeresztjével tüntették ki.
Molnár József „a betű szolgálatában” élt és dolgozott, ahogy ő maga vallotta. Éveken keresztül foglalkozott Kis Miklós (1650–1702) munkásságával. Ő alapította a Misztótfalusi Kis Miklós Alapítványt és Misztótfalu múzeumát, amelyet 1991. szeptember 8-án avattak fel ünnepélyesen és adtak át a nyilvánosságnak.
Molnár József az 1978-ban létrehozott római Academia Musicae Pro Mundo Uno alapító tagja is volt. Az alapítóhoz, Juhar József teológushoz és zeneszakértőhöz sok évig tartó barátság fűzte.

## Kitüntetései
- 1991 Pro Cultura Hungarica díj
- 1991 Bethlen Gábor-díj[7]
- 1994 Nagy Imre-emlékérem
- 1997 A Magyar Köztársasági Érdemrend tisztikeresztje

## Művei
- A mester és a tanítvány. Tótfalusi Dirk Voskens betűmetsző- és betűöntő műhelyében; Danubia-Druck., München, 1975
- Széljegyzetek Tótfalusi Kis Miklós halotti kártájára; s.n., München, 1980
- 1996 Tanulmányok a magyar forradalomról ISBN 90-8501-069-1
- Misztótfalusi Kis Miklós; bibliográfia Zvara Edina; Európai Protestáns Magyar Szabadegyetem, Berlin, 2000 [ ISBN 963-506-329-6
- 2002 Áchim L. András élete és halála. 1871–1911 ISBN 963-9337-39-0
- 2002 A betű szolgálatában. Negyven év az Új Látóhatárért és a nyugati magyar irodalomért. Válogatott írások ISBN 963-446-230-8
- 2006 A Szabad Európa Rádió a forradalom napjaiban (Részlet a szerző életrajzából) ISBN 963-9592-10-2
- 2009 Életem ISBN 978-3-00-031787-3